# Komárany
Komárany este o comună slovacă, aflată în districtul Vranov nad Topľou din regiunea Prešov. Localitatea se află la altitudinea de 135 m deasupra n.m., se întinde pe o suprafață de 4,75 km2 și în 2017 număra 505 locuitori.

## Istoric
Localitatea Komárany este atestată documentar din 1303.

## Demografie
| An:                | 1994 | 2004   | 2014   | 2024   |
| ------------------ | ---- | ------ | ------ | ------ |
| Număr de persoane: | 491  | 496    | 484    | 510    |
| Diferență:         |      | +1,01% | −2,41% | +5,37% |

| An:                | 2023 | 2024   |
| ------------------ | ---- | ------ |
| Număr de persoane: | 506  | 510    |
| Diferență:         |      | +0,79% |